# Margaret P. Varda
Margaret Pinkley Varda (Milwaukee, Wisconsin, 30 de juny de 1917 - Madison, Wisconsin, 13 de febrer de 2011) fou una advocada i política nord-americana.
Varda va obtenir la seva llicenciatura a la que ara és la Universitat de Wisconsin – Madison i la seva llicenciatura en dret per la University of Wisconsin Law School. Va ser una de les 100 primeres dones que va obtenir el títol de dret a l'escola. El 1941, es va casar amb John P. Varda, a qui va conèixer a l'escola de dret. Després es van traslladar a Eagle River, Wisconsin, on van obrir un despatx d'advocats: Varda & Varda. John P. Varda va guanyar un escó a la Wisconsin State Assembly en representació del Wisconsin Progressive Party. John Varda va renunciar al seu escó i va allistar-se a l'exèrcit dels Estats Units durant la Segona Guerra Mundial. Margaret Varda va competir aleshores per l'escó del seu marit i va ser elegida membre de la Wisconsin State Assembly.
Varda no va optar a la reelecció i es va incorporar al cos de dones de l'exèrcit dels Estats Units durant la guerra. Va ser assignada a la zona europea i va tenir la sort de situar-se a només 50 quilòmetres del seu marit, que, quan va arribar, exercia de vicegovernador militar a Aschaffenburg, Alemanya. Es va quedar embarassada del primer fill, John Duncan, i va tornar als Estats Units. El 1950, Varda i el seu marit es van traslladar a Madison, Wisconsin i el seu marit va ser nomenat director general de la Wisconsin Motor Carriers Association (WMCA). El 1952, Varda es va presentar a les primàries republicanes per a un escó de l'assemblea de Wisconsin i va perdre les eleccions, sobretot per la seva negativa a avalar la política del senador Joseph McCarthy. Va dedicar-se a la criança de quatre fills i va mantenir-se activa com a membre públic en els comitès mixtos del Joint Legislative Council pel que fa a impostos i operacions governamentals (1964), reorganització educativa (1968) i la comissió de coordinació de l'educació superior (1962), que van posar les bases per a la consolidació d'institucions d'educació superior al sistema de la Universitat de Wisconsin.
El 1981, Varda i el seu marit es van traslladar a Hurley, Wisconsin, quan John Varda es va convertir en un jutge del tribunal del circuit de Wisconsin. El 2003, Varda es va traslladar a Madison, Wisconsin. Ella va viure allà fins a la seva mort el 2011.
Varda va tenir quatre fills: John Duncan Varda (advocat); Michael Varda (advocat); Anthony Varda (advocat); i Richard Varda (arquitecte).